# Ethel Waters
Ethel Waters (Chester, 31 ottobre 1896 – Chatsworth, 1º settembre 1977) è stata una cantante e attrice statunitense.

## Biografia
Cresciuta praticamente da sola nella periferia di Filadelfia (era la figlia di una vittima di stupro), iniziò a cantare e a ballare da adolescente.
Nel 1917 debuttò nel cosiddetto "circuito nero", in cui veniva annunciata come sweet mama stringbean (trad. "baccello dolce di mamma"). Una volta approdata nel più redditizio "circuito bianco", divenne una delle più apprezzate e pagate artiste degli Stati Uniti.
Lavorò anche in radio e poi in teatro, a Broadway, e al cinema, dove la sua interpretazione nel film Pinky, la negra bianca (1949) le valse la candidatura ai Premi Oscar 1950 come miglior attrice non protagonista (seconda attrice afro-americana a riceverla dopo Hattie McDaniel).
Nel 1943 fu la protagonista del film Due cuori in cielo, un musical diretto da Vincente Minnelli e interpretato interamente da un cast di attori di colore, in cui diede una magnifica interpretazione del personaggio di Petunia, che due anni prima aveva già impersonato a Broadway. Con la sua mole imponente e la sua schiettezza popolana, la Waters interpretò, fra gli altri, i numeri musicali Happiness Is Just a Thing Called Joe e Takin' a Chance on Love.
Tra gli altri film a cui prese parte vi sono Destino (1942), La taverna delle stelle (1943), e Il membro del matrimonio (1952).
Fu la prima donna afro-americana a ottenere la candidatura agli Emmy Award, nel 1962.
La cantante Crystal Waters è sua pronipote.

## Filmografia parziale

### Cinema
- Destino (Tales of Manhattan), regia di Julien Duvivier (1942)
- Avventura al Cairo (Cairo), regia di W. S. Van Dyke (1942)
- Due cuori in cielo (Cabin in the Sky), regia di Vincente Minnelli (1943)
- La taverna delle stelle (Stage Door Canteen), regia di Frank Borzage (1943)
- Pinky, la negra bianca (Pinky), regia di Elia Kazan (1949)
- Il membro del matrimonio (The Member of the Wedding), regia di Fred Zinnemann (1952)
- L'urlo e la furia (The Sound and the Fury), regia di Martin Ritt (1959)

### Televisione
- Beulah – serie TV, 40 episodi (1950-1951)
- General Electric Theater – serie TV, episodio 4x06 (1955)
- Climax! – serie TV, episodio 1x30 (1955)
- La grande avventura (The Great Adventure) – serie TV, episodio 1x06 (1963)
- Difesa a oltranza (Owen Marshall: Counselor at Law) – serie TV, episodio 1x17 (1972)

## Doppiatrici italiane
- Giovanna Scotto in Pinky, la negra bianca, L'urlo e la furia
- Lydia Simoneschi in Due cuori in cielo

## Riconoscimenti
Premi Oscar 1950 – Candidatura all'Oscar alla miglior attrice non protagonista per Pinky, la negra bianca